# Herb powiatu kamieńskiego

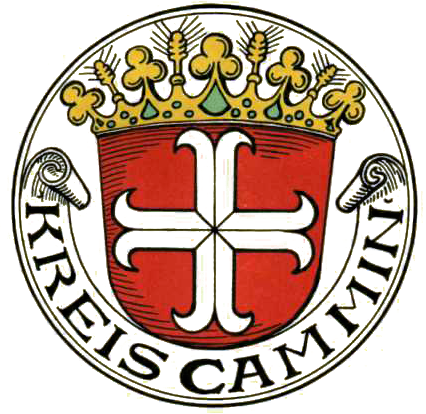
Przedwojenna pieczęć powiatu

Herb powiatu kamieńskiego – jeden z symboli powiatu kamieńskiego, ustanowiony 3 lutego 2006. 

## Wygląd i symbolika
Herb przedstawia na tarczy dwudzielnej w słup w polu pierwszym błękitnym dwa skrzyżowane pastorały złote między dwiema różami czerwonymi w pas (nawiązanie do herbu Kamienia Pomorskiego), w polu drugim srebrnym gryf czerwony wspięty (herb Pomorza).